# Partito Democratico di Guinea - Raggruppamento Democratico Africano
il Partito Democratico di Guinea - Raggruppamento Democratico Africano (francese: Parti Démocratique de Guinée - Rassemblement Démocratique Africain) è stato un partito politico guineano.
Il partito è stato fondato come una costola del Raggruppamento Democratico Africano nel giugno 1947, il 19 ottobre 1958 il partito ha troncato i suoi rapporti con l'RDA, dove alcuni membri supportavano un'unione chiusa con la Francia, il leader del partito, Ahmed Sékou Touré, divenne il primo presidente della Guinea, due anni dopo il presidente dichiarò il suo partito unico partito legale nel paese, come presidente del PDG, Touré era l'unico candidato per la presidenza della repubblica, difatti fu rieletto senza nessuna opposizione per quattro e sette mandati consecutivi, ogni cinque anni, l'unica lista del partito era candidata per l'assemblea nazionale, dopo la caduta del regime di Touré nel 1984, il partito fu dissolto.
Nel 1992 il PDG-RDA è stato rifondato sotto la leadership di El Hadj Ismael Mohamed Gassim Gushein, nelle elezioni parlamentari tenute il 30 giugno 2002, il partito ottenne il 3,4% dei voti e 3 dei 114 seggi.